# ゴードン・イマニュエル・チェリー
ゴードン・イマニュエル・チェリー (Gordon Emanuel Cherry、1931年2月6日 - 1996年1月11日) は、イギリスの都市計画家、地理学者。都市計画の実務を経験した後、バーミンガム大学の教員を永く務めた。都市計画史研究を国際的に組織化し、研究体制を確立していく活動に中心的な役割を果たした。
イングランド北部、現在のサウス・ヨークシャー州バーンズリーに生まれた。ロンドン大学クィーン・メアリー校で地理学を学び、1953年に卒業した。
その後、ダラム、ハル、ドンカスター、シェフィールドと、イングランド各地の都市計画部局で働き、1963年から1968年までニューカッスル・アポン・タインで都市計画の実務に携わった。
1968年にバーミンガム大学都市・地域計画研究センター (the Centre of Urban and Regional Studies) に招聘され、1976年に都市・地域計画研究の教授となり、1991年に退任するまでの間に大学内外の役職を多数歴任した。1979年からは大学を代表してボーンビル・ビレッジ・トラストの理事となり、大学を退職した後には理事長も務めた。
晩年はウェスト・ミッドランズ州ソリフル近郊の村ハンプトン・イン・アーデン (Hampton-in-Arden) に住み、同地で没した。

## おもな著書

### 単著
- Gordon E. Cherry Town Planning in Its Social Context, L Hill, 1970.
- Gordon E. Cherry Urban change and planning: a history of urban development in Britain since 1750, G. T. Foulis, 1972.
- Gordon E. Cherry The Politics of Town Planning, Longman Higher Education, 1982.
- Gordon E. Cherry, Birmingham: a study in geography, history, and planning, J. Wiley, 1994. ISBN 978-0471949008

### 共著
- Gordon E. Cherry & Leith Penny, Holford: A study in architecture, planning and civic design, Routledge, 1990. ISBN 978-0720117868
- Gordon E. Cherry & Alan Rogers, Rural Change and Planning: England and Wales in the Twentieth Century, Routledge, 1996. ISBN 978-0419180005

### 編著
- Gordon E. Cherry (ed.) Pioneers in British planning, Architectural Press, 1981
  - 日本語訳：ゴードン・E・チェリー編 著、大久保昌一 訳『英国都市計画の先駆者たち』学芸出版社、1983年（原著1981年）。ISBN 978-4761530051。